# ۱۵ امین بازی‌های زمستانی ایکس
۱۵ امین بازی‌های زمستانی ایکس از ۲۶ ژانویه تا ۳۰ ژانویه ۲۰۱۱ در آسپن، کلرادو برگزار شد. این مسابقات دهمین بازی‌های متوالی زمستانی ایکس بودند که در آسپن برگزار گردید. این رویدادها از طریق ای اس پی ان پخش شد.

## ورزش‌ها
رویدادهای زیر در ۱۵ امین بازی‌های زمستانی ایکس برگزار شد.
- اسکی
- اسنوبورد
- ماشین برفی

## نکات برجسته
- در بازی‌های زمستانی ایکس آسپن در سال ۲۰۱۱، تورستین هورگمو اولین اسنوبرد سه‌گانه در تاریخ بازی‌های ایکس را اجرا کرد. او این کار را در مسابقات بزرگ هوایی انجام داد و در مقام اول قرار گرفت.

## برنامه
همه زمان‌های فهرست‌شده، بر اساس زمان استاندارد کوهستان (MST) هستند.
|                       | چهارشنبه ۲۶ ژانویه ۲۰۱۱  |          |
| زمان                  | رویداد                   | محل      |
| --------------------- | ------------------------ | -------- |
| از ساعت ۷:۳۰ تا ۲۰:۳۰ | سوپرپایپ اسکی حذفی مردان | آسپن، CO |

|                                    | پنجشنبه ۲۷ ژانویه ۲۰۱۱        |          |
| زمان                               | رویداد                        | محل      |
| ---------------------------------- | ----------------------------- | -------- |
| ۱۰:۰۰ صبح تا ۱۲:۰۰ بعد از ظهر      | اسکی اسلوپ استایل حذفی مردان  | آسپن، CO |
| ۱۱:۳۰ صبح تا ۱:۰۰ بعد از ظهر       | حذف ماشین برفی آزاد           | آسپن، CO |
| ۱:۰۰ بعد از ظهر تا ۲:۳۰ بعد از ظهر | فینال اسکی اسلوپ استایل زنان  | آسپن، CO |
| ۴:۳۰ بعد از ظهر تا ۶:۰۰ بعد از ظهر | اسنوبرد سوپر پایپ حذفی زنان   | آسپن، CO |
| ۷:۰۰ بعد از ظهر تا ۸:۰۰ شب         | ماشین برفی فری استایل دور اول | آسپن، CO |
| ۷:۰۰ بعد از ظهر تا ۸:۳۰ شب         | سوپر پایپ اسنوبرد حذفی مردان  | آسپن، CO |
| ۸:۳۰ شب تا ۹:۰۰ شب                 | فینال ماشین برفی آزاد         | آسپن، CO |
| ۹:۰۰ شب تا ۹:۴۰ شب                 | فینال سوپرپایپ اسکی زنان      | آسپن، CO |

|                                    | جمعه ۲۸ ژانویه ۲۰۱۱                        |          |
| زمان                               | رویداد                                     | محل      |
| ---------------------------------- | ------------------------------------------ | -------- |
| ۹:۳۰ صبح تا ۱۱:۰۰ صبح              | اسنوبرد مقدماتی اسنوبرد ایکس مردان         | آسپن، CO |
| ۹:۳۰ صبح تا ۱۱:۰۰ صبح              | اسنوبرد اسنوبردر ایکس انتخابی زنان         | آسپن، CO |
| ۱۱:۰۰ صبح تا ۱:۰۰ بعد از ظهر       | اسنوبرد اسلوپ استایل حذفی مردان            | آسپن، CO |
| ۱۲:۰۰ الی ۱:۳۰ بعد از ظهر          | مسابقات مقدماتی اسکیور ایکس مردان          | آسپن، CO |
| ۱۲:۰۰ الی ۱:۳۰ بعد از ظهر          | اسکی باز ایکس مسابقات مقدماتی زنان         | آسپن، CO |
| ۲:۰۰ بعد از ظهر تا ۳:۰۰ بعد از ظهر | ماشین برفی سرعتی                           | آسپن، CO |
| ۴:۴۵ بعد از ظهر تا ۶:۱۵ بعد از ظهر | فینال مردان اسکی سوپرپایپ                  | آسپن، CO |
| ۵:۱۵ بعد از ظهر تا ۵:۳۰ بعد از ظهر | فینال بهترین روش اسنوبرد                   | آسپن، CO |
| ۶:۱۵ بعد از ظهر تا ۶:۴۵ بعد از ظهر | مرحله یک چهارم نهایی سرعت و سبک ماشین برفی | آسپن، CO |
| ۶:۴۵ بعد از ظهر تا ۷:۳۰ بعد از ظهر | اسکی حذف هوایی بزرگ                        | آسپن، CO |
| ۷:۳۰ بعد از ظهر تا ۲۰:۰۰           | فینال سرعت و سبک ماشین برفی                | آسپن، CO |
| ۷:۳۰ بعد از ظهر تا ۹:۰۰ شب         | فینال بیگ ایر مردان اسنوبرد                | آسپن، CO |

|                                    | شنبه ۲۹ ژانویه ۲۰۱۱               |          |
| زمان                               | رویداد                            | محل      |
| ---------------------------------- | --------------------------------- | -------- |
| ۹:۳۰ صبح تا ۱۰:۳۰ صبح              | تک اسکی باز ایکس مقدماتی          | آسپن، CO |
| ۱۰:۰۰ صبح تا ۱۱:۳۰ صبح             | اسنوبرد سوپر پایپ حذفی زنان       | آسپن، CO |
| ۱۲:۰۰ الی ۱۳:۰۰                    | فینال مردان اسنوبورد اسنوبرد ایکس | آسپن، CO |
| ۲:۰۰ بعد از ظهر تا ۲:۳۰ بعد از ظهر | اسنوبرد اسنوبردر ایکس فینال زنان  | آسپن، CO |
| ۲:۳۰ بعد از ظهر تا ۴:۰۰ بعد از ظهر | فینال اسکی اسلوپ استایل مردان     | آسپن، CO |
| ۶:۰۰ بعد از ظهر تا ۶:۳۰ بعد از ظهر | فینال خیابان اسنوبرد              | آسپن، CO |
| ۷:۰۰ بعد از ظهر تا ۷:۴۵ بعد از ظهر | اسکی حذف هوایی بزرگ               | آسپن، CO |
| ۵:۰۰ بعد از ظهر تا ۶:۳۰ بعد از ظهر | سوپر پایپ اسکی حذفی مردان         | آسپن، CO |
| ۷:۴۵ بعد از ظهر تا ۸:۳۰ بعد از ظهر | فینال اسنوبرد سوپر پایپ زنان      | آسپن، CO |
| ۸:۳۰ شب تا ۹:۰۰ شب                 | فینال اسکی بیگ ایر                | آسپن، CO |

|                                    | یکشنبه ۳۰ ژانویه ۲۰۱۱                     |          |
| زمان                               | رویداد                                    | محل      |
| ---------------------------------- | ----------------------------------------- | -------- |
| ۱۰:۳۰ صبح تا ۱۱:۱۵ صبح             | فینال اسنوبرد اسلوپ استایل زنان           | آسپن، CO |
| ۱۱:۱۵ صبح تا ۱:۱۵ بعد از ظهر       | فینال مردان اسکی باز ایکس                 | آسپن، CO |
| ۱۱:۱۵ صبح تا ۱:۱۵ بعد از ظهر       | فینال اسکی باز زنان                       | آسپن، CO |
| ۱۱:۳۰ صبح تا ۱۲:۰۰ بعد از ظهر      | ماشین برفی اسنو کراس راند ۱               | آسپن، CO |
| ۱۲:۱۵ الی ۱۲:۳۰ بعد از ظهر         | اسنوموبیل اسنو کراس آخرین شانس واجد شرایط | آسپن، CO |
| ۱۲:۴۵ الی ۱۳:۰۰                    | اسنو کراس تطبیقی                          | آسپن، CO |
| ۱:۱۵ بعد از ظهر تا ۱:۴۵ بعد از ظهر | ماشین برفی فینال اسنوکراس                 | آسپن، CO |
| ۱:۴۵ بعد از ظهر تا ۳:۰۰ بعد از ظهر | فینال اسنوبرد اسلوپ استایل مردان          | آسپن، CO |
| ۳:۰۰ بعد از ظهر تا ۳:۱۵ بعد از ظهر | مونو اسکیر ایکس نیمه نهایی                | آسپن، CO |
| ۱۵:۴۵–۴:۴۵ بعد از ظهر              | فینال مونو اسکیر ایکس                     | آسپن، CO |
| ۵:۳۰ بعد از ظهر تا ۶:۰۰ بعد از ظهر | فینال بهترین ترفند ماشین برفی             | آسپن، CO |
| ۱۸:۳۰–۲۰:۰۰                        | فینال مردان اسنوبرد سوپر پایپ             | آسپن، CO |

## نتایج

### تعداد مدال
| رتبه           | کشور                        | طلا | نقره | برنز | مجموع |
| -------------- | --------------------------- | --- | ---- | ---- | ----- |
| ۱              | ایالات متحده آمریکا (USA)*  | ۱۲  | ۱۵   | ۱۵   | ۴۲    |
| ۲              | کانادا (CAN)                | ۶   | ۵    | ۳    | ۱۴    |
| ۳              | سوئد (SWE)                  | ۲   | ۰    | ۰    | ۲     |
| ۴              | فرانسه (FRA)                | ۱   | ۱    | ۱    | ۳     |
| ۵              | نروژ (NOR)                  | ۱   | ۰    | ۲    | ۳     |
| ۶              | فنلاند (FIN)                | ۱   | ۰    | ۰    | ۱     |
| ۷              | الگو:Country data UKB (UKB) | ۰   | ۱    | ۱    | ۲     |
| ۸              | استرالیا (AUS)              | ۰   | ۱    | ۰    | ۱     |
| ۹              | سوئیس (SUI)                 | ۰   | ۰    | ۱    | ۱     |
| مجموع (۹ کشور) | مجموع (۹ کشور)              | ۲۳  | ۲۳   | ۲۳   | ۶۹    |

| رتبه             | state            | طلا | نقره | برنز | مجموع |
| ---------------- | ---------------- | --- | ---- | ---- | ----- |
| ۱                | ورمانت*          | ۲   | ۲    | ۰    | ۴     |
| ۲                | کالیفرنیا        | ۲   | ۱    | ۳    | ۶     |
| ۳                | نیوهمپشر         | ۲   | ۱    | ۱    | ۴     |
| ۴                | مینه‌سوتا         | ۲   | ۱    | ۰    | ۳     |
| ۵                | اورگن            | ۱   | ۰    | ۱    | ۲     |
| ۵                | میشیگان          | ۱   | ۰    | ۱    | ۲     |
| ۵                | یوتا             | ۱   | ۰    | ۱    | ۲     |
| ۸                | Washington       | ۱   | ۰    | ۰    | ۱     |
| ۹                | آیداهو           | ۰   | ۳    | ۲    | ۵     |
| ۱۰               | کلرادو           | ۰   | ۳    | ۱    | ۴     |
| ۱۱               | ویسکانسین        | ۰   | ۲    | ۰    | ۲     |
| ۱۲               | آلاسکا           | ۰   | ۱    | ۱    | ۲     |
| ۱۲               | تگزاس            | ۰   | ۱    | ۱    | ۲     |
| ۱۴               | اوهایو           | ۰   | ۰    | ۱    | ۱     |
| ۱۴               | مین (ایالت)      | ۰   | ۰    | ۱    | ۱     |
| ۱۴               | نوادا            | ۰   | ۰    | ۱    | ۱     |
| مجموع (۱۶ state) | مجموع (۱۶ state) | ۱۲  | ۱۵   | ۱۵   | ۴۲    |

### اسکی

#### نتایج اسلوپ استایل مردان
| رتبه | نام                   | اجرا ۱ | اجرا ۲ | اجرا ۳     | نمره  |
| ---- | --------------------- | ------ | ------ | ---------- | ----- |
|      | Sammy Carlson (USA)   | ۹۳٫۳۳  | ۸۹٫۶۶  | ۲۴٫۳۳      | ۹۳٫۳۳ |
|      | Russ Henshaw (AUS)    | ۹۰٫۶۶  | ۸۵٫۶۶  | ۴۳٫۰۰      | ۹۰٫۶۶ |
|      | Andreas Håtveit (NOR) | ۸۰٫۳۳  | ۲۷٫۳۳  | ۹۰٫۰۰      | ۹۰٫۰۰ |
| ۴    | Bobby Brown (USA)     | ۸۹٫۳۳  | ۱۲٫۳۳  | ۲۶٫۳۳      | ۸۹٫۳۳ |
| ۵    | Henrik Harlaut (SWE)  | ۸۶٫۳۳  | ۲۱٫۶۶  | ۲۱٫۶۶      | ۸۶٫۳۳ |
| ۶    | Elias Ambühl (SUI)    | ۷۴٫۶۶  | ۳۳٫۳۳  | ساعت ۲۷٫۰۰ | ۷۴٫۶۶ |
| ۷    | Phil Casabon (CAN)    | ۲۰٫۰۰  | ۳۸٫۶۶  | ۵۸٫۶۶      | ۵۸٫۶۶ |
| ۸    | گاس کنورثی (USA)      | ۳۰٫۶۶  | ۴۹٫۶۶  | ۴۰٫۰۰      | ۴۹٫۶۶ |

#### نتایج اسلوپ استایل زنان
| رتبه | نام                    | اجرا ۱ | اجرا ۲     | اجرا ۳     | نمره  |
| ---- | ---------------------- | ------ | ---------- | ---------- | ----- |
|      | Kaya Turski (CAN)      | ۹۳٫۶۶  | ۳۵٫۶۶      | ساعت ۲۷٫۰۰ | ۹۳٫۶۶ |
|      | Keri Herman (USA)      | ۷۰٫۰۰  | ۳۵٫۳۳      | ۹۳٫۳۳      | ۹۳٫۳۳ |
|      | گرت الیاسن (NOR)       | ۸۹٫۰۰  | ۹۳٫۰۰      | ۸۳٫۰۰      | ۹۳٫۰۰ |
| ۴    | Ashley Battersby (USA) | ۸۸٫۰۰  | ۹۲٫۰۰      | ۸۳٫۳۳      | ۹۲٫۰۰ |
| ۵    | کیم لامار (CAN)        | ۸۶٫۰۰  | ۸۲٫۳۳      | ۹۱٫۳۳      | ۹۱٫۳۳ |
| ۶    | Jessica Warll (CAN)    | ۹۰٫۶۶  | ۴۲٫۳۳      | ۱۷٫۳۳      | ۹۰٫۶۶ |
| ۷    | Anna Segal (AUS)       | ۷۴٫۰۰  | ۸۰٫۳۳      | ساعت ۲۴٫۰۰ | ۸۰٫۳۳ |
| ۸    | Megan Olenick (USA)    | ۷۶٫۳۳  | ساعت ۲۱٫۰۰ | ۱۸٫۶۶      | ۷۶٫۳۳ |
| ۹    | Maude Raymond (CAN)    | ۲۶٫۶۶  | ۷۵٫۰۰      | ۲۸٫۳۳      | ۷۵٫۰۰ |
| ۱۰   | دوین لوگان (USA)       | ۶۰٫۳۳  | ۴۰٫۳۳      | ۷۳٫۰۰      | ۷۳٫۰۰ |

#### نتایج سوپرپایپ مردان
| رتبه | نام                       | اجرا ۱     | اجرا ۲     | اجرا ۳ | نمره  |
| ---- | ------------------------- | ---------- | ---------- | ------ | ----- |
|      | کوین رولان (FRA)          | ساعت ۱۳٫۰۰ | ۷۰٫۶۶      | ۹۳٫۶۶  | ۹۳٫۶۶ |
|      | Torin Yater-Wallace (USA) | ۱۴٫۶۶      | ۸۷٫۶۶      | ۹۲٫۶۶  | ۹۲٫۶۶ |
|      | Simon Dumont (USA)        | ۴۵٫۳۳      | ۹۰٫۳۳      | ۷۳٫۰   | ۹۰٫۳۳ |
| ۴    | Duncan Adams (USA)        | ۵۴٫۳۳      | ۸۶٫۰۰      | ۹٫۳۳   | ۸۶٫۰۰ |
| ۵    | Thomas Krief (FRA)        | ۸۳٫۳۳      | ساعت ۱۷٫۰۰ | ۲۰٫۳۳  | ۸۳٫۳۳ |
| ۶    | Justin Dorey (CAN)        | ۶۵٫۳۳      | ۶۰٫۰۰      | ۳۱٫۳۳  | ۶۵٫۳۳ |
| ۷    | دیوید وایز (USA)          | ۵۶٫۶۶      | ۱۴٫۶۶      | ۹٫۶۶   | ۵۶٫۶۶ |
| ۸    | Xavier Bertoni (FRA)      | ۳۱٫۳۳      | ۳۹٫۰۰      | ۴۰٫۶۶  | ۴۰٫۶۶ |

#### نتایج سوپرپایپ زنان
| رتبه | نام                                                       | اجرا ۱ | اجرا ۲ | اجرا ۳ | نمره  |
| ---- | --------------------------------------------------------- | ------ | ------ | ------ | ----- |
|      | سارا برک (CAN)</img> سارا برک (CAN)                       | ۱۲٫۶۶  | ۹۱٫۳۳  | ۸۷٫۶۶  | ۹۱٫۳۳ |
|      | بریتا سیگورنی (USA)</img> بریتا سیگورنی (USA)             | ۶٫۳۳   | ۸۶٫۰۰  | ۷۰٫۶۶  | ۸۶٫۰۰ |
|      | Rosalind Groenewoud (CAN)</img> Rosalind Groenewoud (CAN) | ۷۵٫۳۳  | ۸۰٫۰۰  | ۸۴٫۰۰  | ۸۴٫۰۰ |
| ۴    | Anais Caradeux (FRA)</img> Anais Caradeux (FRA)           | ۸۰٫۶۶  | ۸۲٫۳۳  | ۳۶٫۰۰  | ۸۲٫۳۳ |
| ۵    | Jen Hudak (USA)</img> Jen Hudak (USA)                     | ۴۳٫۳۳  | ۷۸٫۰۰  | ۶۰٫۰۰  | ۷۸٫۰۰ |
| ۶    | دوین لوگان (USA)</img> دوین لوگان (USA)                   | ۶۸٫۳۳  | ۵۱٫۰۰  | ۶۸٫۳۳  | ۶۸٫۳۳ |

#### نتایج مسابقات هوایی بزرگ مردان
| رتبه | نام                                           | دو بالاترین اجرا | نمره |
| ---- | --------------------------------------------- | ---------------- | ---- |
|      | Alex Schlopy (USA)</img> Alex Schlopy (USA)   | ۴۵ + ۴۷          | ۹۲   |
|      | Bobby Brown (USA)</img> Bobby Brown (USA)     | ۴۵ + ۴۴          | ۸۹   |
|      | Sammy Carlson (USA)</img> Sammy Carlson (USA) | ۴۳ + ۴۴          | ۸۷   |
| ۴    | Elias Ambuhl (SUI)</img> Elias Ambuhl (SUI)   | ۴۵ + ۳۸          | ۸۳   |
| ۵    | Jacob Wester (SWE)</img> Jacob Wester (SWE)   | ۱۵ + ۱۵          | ۳۰   |

#### نتایج اسکیر ایکس مردان
| رتبه | نام                                               | زمان    |
| ---- | ------------------------------------------------- | ------- |
|      | John Teller (USA)</img> John Teller (USA)         | ۱:۲۱٫۱۷ |
|      | Chris Del Bosco (CAN)</img> Chris Del Bosco (CAN) | ۱:۲۱٫۱۹ |
|      | Casey Puckett (USA)</img> Casey Puckett (USA)     | ۱:۲۱٫۹۷ |
| ۴    | Stan Rey (CAN)</img> Stan Rey (CAN)               | ۱:۲۳٫۲۳ |
| ۵    | Errol Kerr (JAM)</img> Errol Kerr (JAM)           | ۱:۲۳٫۹۰ |
| ۶    | Brian Bennett (CAN)</img> Brian Bennett (CAN)     | ۱:۲۴٫۴۷ |

#### نتایج X اسکی باز زنان
| رتبه | نام                                                     | زمان    |
| ---- | ------------------------------------------------------- | ------- |
|      | کلسی سروا (CAN)</img> کلسی سروا (CAN)                   | ۱:۲۸٫۸۳ |
|      | Ophélie David (FRA)</img> Ophélie David (FRA)           | ۱:۲۹٫۱۶ |
|      | فانی اسمیت (SUI)</img> فانی اسمیت (SUI)                 | ۱:۲۹٫۳۷ |
| ۴    | Danielle Poleschuk (CAN)</img> Danielle Poleschuk (CAN) | ۱:۳۱٫۵۹ |
| ۵    | Julie Jensen (NOR)</img> Julie Jensen (NOR)             | ۱:۳۳٫۷۰ |
| ۶    | هدا برنتسن (NOR)</img> هدا برنتسن (NOR)                 | ۵:۰۰٫۰۰ |

#### نتایج مونو اسکیر ایکس مردان
| رتبه | نام                                         | زمان    |
| ---- | ------------------------------------------- | ------- |
|      | Josh Dueck (CAN)</img> Josh Dueck (CAN)     | ۱:۵۹٫۶۶ |
|      | Brandon Adam (USA)</img> Brandon Adam (USA) | ۲:۱۰٫۴۷ |
|      | Sean Rose (UK)</img> Sean Rose (UK)         | ۲:۱۸٫۶۸ |
| ۴    | Scotty Meyer (USA)</img> Scotty Meyer (USA) | ۵:۰۰٫۰۰ |

### اسنوبورد

#### نتایج سوپر پایپ مردان
| رتبه | نام                                               | اجرا ۱ | اجرا ۲     | اجرا ۳ | نمره  |
| ---- | ------------------------------------------------- | ------ | ---------- | ------ | ----- |
|      | شان وایت (USA)</img> شان وایت (USA)               | ۸۹٫۰۰  | ۹۷٫۳۳      | ۴۶٫۶۶  | ۹۷٫۳۳ |
|      | اسکاتی لاگو (USA)</img> اسکاتی لاگو (USA)         | ۹۲٫۰۰  | ۷٫۰۰       | ۳۰٫۳۳  | ۹۲٫۰۰ |
|      | Louie Vito (USA)</img> Louie Vito (USA)           | ۸۴٫۰۰  | ساعت ۲۴٫۰۰ | ۸۷٫۳۳  | ۸۷٫۳۳ |
| ۴    | Markus Malin (FIN)</img> Markus Malin (FIN)       | ۸۶٫۳۳  | ۴۴٫۳۳      | ۳۲٫۶۶  | ۸۶٫۳۳ |
| ۵    | Kazuhiro Kokubo (JPN)</img> Kazuhiro Kokubo (JPN) | ۸۲٫۶۶  | ۸۵٫۰۰      | ۸۵٫۳۳  | ۸۵٫۳۳ |
| ۶    | پیتو پیروینن (FIN)</img> پیتو پیروینن (FIN)       | ۸۳٫۳۳  | ۴۵٫۰۰      | ۴۸٫۳۳  | ۸۳٫۳۳ |
| ۷    | Mathieu Crepel (FRA)</img> Mathieu Crepel (FRA)   | ۶۴٫۰۰  | ۵٫۶۶       | ۳۴٫۳۳  | ۶۴٫۰۰ |
| ۸    | Matt Ladley (USA)</img> Matt Ladley (USA)         | ۴۰٫۰۰  | ۳۸٫۰۰      | ۴۵٫۶۶  | ۴۵٫۶۶ |

#### نتایج سوپرپایپ زنان
| رتبه | نام                                                   | اجرا ۱ | اجرا ۲ | اجرا ۳ | نمره  |
| ---- | ----------------------------------------------------- | ------ | ------ | ------ | ----- |
|      | کلی کلارک (USA)</img> کلی کلارک (USA)                 | ۹۲٫۳۳  | ۵۰٫۰۰  | ۸۳٫۰۰  | ۹۲٫۳۳ |
|      | کیتلین فرینگتون (USA)</img> کیتلین فرینگتون (USA)     | ۸۵٫۶۶  | ۴۰٫۰۰  | ۷۸٫۰۰  | ۸۵٫۶۶ |
|      | Elena Hight (USA)</img> Elena Hight (USA)             | ۲۱٫۶۶  | ۳۰٫۰۰  | ۸۰٫۰۰  | ۸۰٫۰۰ |
| ۴    | Soko Yamaoka (JPN)</img> Soko Yamaoka (JPN)           | ۷۰٫۰۰  | ۱۲٫۶۶  | ۱۲٫۳۳  | ۷۰٫۰۰ |
| ۵    | Queralt Castellet (ESP)</img> Queralt Castellet (ESP) | ۶۷٫۶۶  | ۶۰٫۶۶  | ۲۱٫۳۳  | ۶۷٫۶۶ |
| ۶    | گرچن بلیلر (USA)</img> گرچن بلیلر (USA)               | ۲۷٫۶۶  | ۱۵٫۳۳  | ۲۴٫۳۳  | ۲۷٫۶۶ |

#### نتایج اسنوبرد ایکس مردان
| رتبه | نام                                                 | زمان    |
| ---- | --------------------------------------------------- | ------- |
|      | Nick Baumgartner (USA)</img> Nick Baumgartner (USA) | ۱:۲۹٫۷۰ |
|      | Kevin Hill (CAN)</img> Kevin Hill (CAN)             | ۱:۲۹٫۸۵ |
|      | Nate Holland (USA)</img> Nate Holland (USA)         | ۱:۳۰٫۰۲ |
| ۴    | ست وسکوت (USA)</img> ست وسکوت (USA)                 | ۱:۳۰٫۳۸ |
| ۵    | Jonathan Cheever (USA)</img> Jonathan Cheever (USA) | ۳:۱۱٫۷۳ |
| ۶    | پیر ولتیه (FRA)</img> پیر ولتیه (FRA)               | ۵:۰۰٫۰۰ |

#### نتایج اسنوبرد ایکس زنان
| رتبه | نام                                                               | زمان    |
| ---- | ----------------------------------------------------------------- | ------- |
|      | لیندزی یاکوبلیس (USA)</img> لیندزی یاکوبلیس (USA)                 | ۱:۳۸٫۹۴ |
|      | Callan Chythlook-Sifsof (USA)</img> Callan Chythlook-Sifsof (USA) | ۱:۳۹٫۶۸ |
|      | دبورا آنتونیوز (FRA)</img> دبورا آنتونیوز (FRA)                   | ۱:۴۰٫۰۲ |
| ۴    | Emilie Aubry (SUI)</img> Emilie Aubry (SUI)                       | ۱:۴۳٫۱۴ |
| ۵    | Alexandra Jekova (BUL)</img> Alexandra Jekova (BUL)               | ۱:۴۳٫۷۶ |
| ۶    | دومینیک مالتی (CAN)</img> دومینیک مالتی (CAN)                     | ۱:۴۶٫۵۰ |

#### نتایج مسابقات هوایی بزرگ مردان
| رتبه | نام                                               | نمره |
| ---- | ------------------------------------------------- | ---- |
|      | Torstein Horgmo (NOR)</img> Torstein Horgmo (NOR) | ۸۰   |
|      | سباستین توتانت (CAN)</img> سباستین توتانت (CAN)   | ۷۹   |
|      | سیج کوتسنبرگ (USA)</img> سیج کوتسنبرگ (USA)       | ۷۷   |
| ۴    | مارک مک‌موریس (CAN)</img> مارک مک‌موریس (CAN)       | ۷۳   |
| ۵    | اسکاتی لاگو (USA)</img> اسکاتی لاگو (USA)         | ۵۹   |

#### نتایج اسلوپ استایل مردان
| رتبه | نام                                                 | اجرا ۱     | اجرا ۲ | اجرا ۳     | نمره       |
| ---- | --------------------------------------------------- | ---------- | ------ | ---------- | ---------- |
|      | سباستین توتانت (CAN)</img> سباستین توتانت (CAN)     | ۹۳٫۰۰      | ۳۸٫۳۳  | ۴۲٫۰۰      | ۹۳٫۰۰      |
|      | مارک مک‌موریس (CAN)</img> مارک مک‌موریس (CAN)         | ۷۰٫۰۰      | ۳۳٫۶۶  | ۹۰٫۰۰      | ۹۰٫۰۰      |
|      | Tyler Flanagan (USA)</img> Tyler Flanagan (USA)     | ساعت ۲۸٫۰۰ | ۸۲٫۶۶  | ۲۷٫۶۶      | ۸۲٫۶۶      |
| ۴    | Chas Guldemond (USA)</img> Chas Guldemond (USA)     | ۷۸٫۰۰      | ۸۱٫۰۰  | ۲۹٫۶۶      | ۸۱٫۰۰      |
| ۵    | Mikkel Bang (NOR)</img> Mikkel Bang (NOR)           | ۲۰٫۰۰      | ۸۰٫۰۰  | ساعت ۲۲٫۰۰ | ۸۰٫۰۰      |
| ۶    | Torstein Horgmo (NOR)</img> Torstein Horgmo (NOR)   | ساعت ۲۸٫۰۰ | ۳۳٫۰۰  | ۴۷٫۶۶      | ۴۷٫۶۶      |
| ۷    | Halldor Helgason (ISL)</img> Halldor Helgason (ISL) | ۱۴٫۳۳      | ۲۰٫۰۰  | ساعت ۱۸٫۰۰ | ۲۰٫۰۰      |
| ۸    | Eric Willett (USA)</img> Eric Willett (USA)         | ساعت ۱۷٫۰۰ | ۱۴٫۶۶  | ساعت ۱۹٫۰۰ | ساعت ۱۹٫۰۰ |

#### نتایج اسلوپ استایل زنان
| رتبه | نام                                                                     | اجرا ۱     | اجرا ۲     | اجرا ۳ | نمره  |
| ---- | ----------------------------------------------------------------------- | ---------- | ---------- | ------ | ----- |
|      | انی روکایاروی (FIN)</img> انی روکایاروی (FIN)                           | ساعت ۲۲٫۰۰ | ۷۳٫۰۰      | ۹۲٫۶۶  | ۹۲٫۶۶ |
|      | جنی جونز (اسنوبوردر) (UK)</img> جنی جونز (اسنوبوردر) (UK)               | ۸۹٫۳۳      | ۲۸٫۶۶      | ۴۵٫۶۶  | ۸۹٫۳۳ |
|      | جیمی اندرسون (اسنوبردسوار) (USA)</img> جیمی اندرسون (اسنوبردسوار) (USA) | ۸۶٫۰۰      | ۳۲٫۶۶      | ۷۵٫۶۶  | ۸۶٫۰۰ |
| ۴    | چشتی بواس (NOR)</img> چشتی بواس (NOR)                                   | ۷۵٫۰۰      | ۸۴٫۰۰      | ۳۳٫۳۳  | ۸۴٫۰۰ |
| ۵    | Sina Candrian (SUI)</img> Sina Candrian (SUI)                           | ۸۱٫۳۳      | ۱۴٫۶۶      | ۲۸٫۳۳  | ۸۱٫۳۳ |
| ۶    | Cheryl Maas (NED)</img> Cheryl Maas (NED)                               | ۷۰٫۶۶      | ساعت ۱۸٫۰۰ | ۳۷٫۶۶  | ۷۰٫۶۶ |
| ۷    | Hana Beaman (USA)</img> Hana Beaman (USA)                               | ۵۲٫۶۶      | ساعت ۲۷٫۰۰ | ۲۰٫۳۳  | ۵۲٫۶۶ |
| ۸    | Janna Meyen-Weatherby (USA)</img> Janna Meyen-Weatherby (USA)           | ۴۶٫۳۳      | ۴۶٫۳۳      | ۴۶٫۳۳  | ۴۶٫۳۳ |
| ۹    | Shelly Gotlieb (NZL)</img> Shelly Gotlieb (NZL)                         | ۱۰٫۳۳      | ۴۴٫۳۳      | ۳۱٫۶۶  | ۴۴٫۳۳ |
| ۱۰   | Spencer O'Brien (CAN)</img> Spencer O'Brien (CAN)                       | ۳۹٫۶۶      | ۳۴٫۳۳      | ۲۵٫۶۶  | ۳۹٫۶۶ |

#### نتایج خیابان اسنوبرد مردان
| رتبه | نام                                                       | نمره |
| ---- | --------------------------------------------------------- | ---- |
|      | Nic Sauve (CAN)</img> Nic Sauve (CAN)                     | ۸۵   |
|      | Louis-Felix Paradis (CAN)</img> Louis-Felix Paradis (CAN) | ۶۸   |
|      | Simon Chamberlain (CAN)</img> Simon Chamberlain (CAN)     | ۶۴   |
| ۴    | Jeremy Jones (USA)</img> Jeremy Jones (USA)               | ۵۵   |
| ۵    | Seth Huot (USA)</img> Seth Huot (USA)                     | ۵۵   |
| ۶    | Joe Sexton (USA)</img> Joe Sexton (USA)                   | ۴۲   |
| ۷    | J.P. Walker (USA)</img> J.P. Walker (USA)                 | ۳۴   |

#### بهترین نتایج روش مردانه
| رتبه | نام                                             | درصد |
| ---- | ----------------------------------------------- | ---- |
|      | اسکاتی لاگو (USA)</img> اسکاتی لاگو (USA)       | ۵۷٪  |
|      | راس پاورز (USA)</img> راس پاورز (USA)           | ۱۴٪  |
|      | Chas Guldemond (USA)</img> Chas Guldemond (USA) | ۱۱٪  |
| ۴    | Mason Aguirre (USA)</img> Mason Aguirre (USA)   | ۷٪   |
| ۵    | Jack Mitrani (USA)</img> Jack Mitrani (USA)     | ۶٪   |
| ۶    | Greg Bretz (USA)</img> Greg Bretz (USA)         | ۲٪   |
| ۷    | Peter Line (USA)</img> Peter Line (USA)         | ۲٪   |
| ۸    | Mikkel Bang (NOR)</img> Mikkel Bang (NOR)       | ۱٪   |

### ماشین برفی مردان

#### نتایج سبک آزاد
| رتبه | نام                                         |
| ---- | ------------------------------------------- |
|      | Daniel Bodin (SWE)</img> Daniel Bodin (SWE) |
|      | Justin Hoyer (USA)</img> Justin Hoyer (USA) |
|      | Caleb Moore (USA)</img> Caleb Moore (USA)   |
| ۴    | Joe Parsons (USA)</img> Joe Parsons (USA)   |

#### سرعت و سبک
| رتبه | نام                                         |
| ---- | ------------------------------------------- |
|      | Joe Parsons (USA)</img> Joe Parsons (USA)   |
|      | Heath Frisby (USA)</img> Heath Frisby (USA) |
|      | Cory Davis (USA)</img> Cory Davis (USA)     |
| ۴    | Daniel Bodin (SWE)</img> Daniel Bodin (SWE) |

#### بهترین نتایج ترفند
| رتبه | نام                                             | نمره  |
| ---- | ----------------------------------------------- | ----- |
|      | Daniel Bodin (SWE)</img> Daniel Bodin (SWE)     | ۹۶٫۰۰ |
|      | Caleb Moore (USA)</img> Caleb Moore (USA)       | ۹۰٫۳۳ |
|      | Heath Frisby (USA)</img> Heath Frisby (USA)     | ۸۶٫۰۰ |
| ۴    | Justin Hoyer (USA)</img> Justin Hoyer (USA)     | ۸۳٫۳۳ |
| ۵    | Colten Moore (USA)</img> Colten Moore (USA)     | ۸۲٫۳۳ |
| ۶    | Joe Parsons (USA)</img> Joe Parsons (USA)       | ۸۱٫۶۶ |
| ۷    | Jimmy Fejes (USA)</img> Jimmy Fejes (USA)       | ۶۹٫۶۶ |
| ۸    | Stian Pedersen (NOR)</img> Stian Pedersen (NOR) | ۶۵٫۰۰ |

#### نتایج اسنو کراس
| رتبه | نام                                                 |
| ---- | --------------------------------------------------- |
|      | Tucker Hibbert (USA)</img> Tucker Hibbert (USA)     |
|      | Ross Martin (USA)</img> Ross Martin (USA)           |
|      | Robbie Malinoski (CAN)</img> Robbie Malinoski (CAN) |
| ۴    | Kyle Pallin (USA)</img> Kyle Pallin (USA)           |
| ۵    | Dan Ebert (USA)</img> Dan Ebert (USA)               |
| ۶    | Cody Thomsen (USA)</img> Cody Thomsen (USA)         |

#### نتایج تطبیقی اسنوکراس
| رتبه | نام                                             | زمان   |
| ---- | ----------------------------------------------- | ------ |
|      | Mike Schultz (USA)</img> Mike Schultz (USA)     | ۳۱۱٫۷۰ |
|      | Jeff Tweet (USA)</img> Jeff Tweet (USA)         | ۳۵۳٫۷۴ |
|      | Jim Wazny (USA)</img> Jim Wazny (USA)           | ۳۵۵٫۰۸ |
| ۴    | E.J. Poplawski (USA)</img> E.J. Poplawski (USA) | ۳۸۵٫۵۹ |
| ۵    | Dave Turner (USA)</img> Dave Turner (USA)       | ۴۰۰٫۱۸ |
| ۶    | Doug Henry (USA)</img> Doug Henry (USA)         | ۴۰۷٫۳۴ |
| ۷    | Jesse Gildea (USA)</img> Jesse Gildea (USA)     | ۴۱۰٫۸۴ |
| ۸    | Chris Heppding (USA)</img> Chris Heppding (USA) | ۴۱۳٫۴۴ |